# Gerda Körting
Gerda Katharina Körting (geb. Gülcher; * 1. März 1911 in Biglia bei Görz, Österreich-Ungarn; † 24. Mai 2000 in Saalfeld) war eine deutsche Keramikerin.

## Leben und Werk
Gerda Gülcher studierte von 1932 bis 1935 an der Kunstgewerbe- und Handwerkerschule Berlin in Berlin-Charlottenburg Keramik. Die Gesellenprüfung bestand sie mit Auszeichnung. 1935 heiratete sie Heiner-Hans Körting. Die Ehe wurde 1955 geschieden. Gerda Körting arbeitete nach dem Studium in den Keramikwerkstätten der Eltern Körtings in Oranienburg. 1949 übernahm sie mit ihrem Mann die zuletzt von Otto Lindig geleitete vormalige Keramikwerkstatt des Bauhauses in Dornburg. Dort arbeiteten beide bis 1954 gemeinsam als freischaffende Keramiker. Gerda Körting ging dann nach Jena. Dort arbeitete sie mit Gerhard Dölz in einer Werkstattgemeinschaft. Außerdem leitete sie bis 1956 die Filiale der Verkaufsgenossenschaft Bildender Künstler des Bezirkes Gera. 1956 wurde ihr Sohn Ulrich Körting geboren, der später ebenfalls Keramiker wurde. Dann zog sie nach Saalfeld. Sie arbeitete dort wieder als freischaffende Keramikerin. 1956 gründete sie mit Dölz und Karl Jüttner die Saalfelder Künstlergruppe, die sich 1968 auflöste.
1958 erlangte Gerda Körting den Meistertitel als Töpferin. Bis 1968 arbeitete sie in einer Werkstatt-Gemeinschaft mit Jüttner. Von 1973 bis 1980 arbeitet auch ihr Sohn Kristian Körting (* 1949) in ihrer Werkstatt. Zu ihren Schülern gehörte u. a. Horst Sakulowski. 1989 schloss sie ihre Werkstatt und beendet sie ihre Tätigkeit.
Gerda Körting gehörte zu den wichtigen Keramikern der DDR. Sie schuf vor allem Gefäßkeramik, zumeist mit Kerbdekoren. Ihre besondere Leidenschaft dürften jedoch frei aufgebaute Keramiken und Tierplastiken, darunter eine Dinosaurier-Gruppe als Brunnenplastik im heutigen Ega-Park Erfurt, gewesen sein.
Gerda Körting war ab 1971 Mitglied des Verbandes Bildender Künstler der DDR und hatte in der DDR und in der CSSR, der UdSSR und in Kuba Einzelausstellungen und Ausstellungsbeteiligungen.

## Ausstellungen (unvollständig)

### Postume Personalausstellungen
- 2011/2012: Bürgel, Keramik-Museum Bürgel („Körting-Keramik. Sieben Jahrzehnte“)
- 2021: Berlin, Kunstverein Ost e. V. („Gerhard Dölz und die Saalfelder Gruppe . Frühe Keramiken der DDR“)

### Ausstellungsbeteiligungen
- 1967/1968 und 1972/1973: Dresden, VI. Deutsche Kunstausstellung und VII. Kunstausstellung der DDR
- 1969: Leipzig, Messehaus am Markt („Kunst und Sport“)
- 1969, 1974, 1979 und 1980: Gera, Bezirkskunstausstellungen
- 1979: u. a. Saalfeld, Thüringer Heimatmuseum („Künstler des Kreises Saalfeld stellen sich vor“)